# Cyrtochilum kopfianum
Cyrtochilum kopfianum là một loài thực vật có hoa trong họ Lan. Loài này được (Königer) Dalström mô tả khoa học đầu tiên năm 2002.